# Waltraud
Waltraud ist ein deutscher weiblicher Vorname.

## Herkunft und Bedeutung
Der Name stammt aus dem Althochdeutschen und hat die Bedeutung „starke Herrscherin“, wird aber auch mit „die waltende Göttliche“, „die auf dem Kampfplatz Kräftige“ oder einfach „die Starke“ übersetzt; wörtlich „die, an die (auf der) Walstatt Erschlagenen Vertrauende“ zu altgermanisch wal, altnord. valr, „die Erschlagenen auf dem Schlachtfeld“ und trûen, trûwen, „glauben, hoffen, vertrauen“, eng verwandt mit Treue, seit Osthoff aus dem idg. Wort *dóru, (Genitiv) *dréws „Baum“ hergeleitet. Die Nebenbedeutung „vertraut“ entsteht erst im Neuhochdeutschen.

## Namenstag
Der Namenstag ist der 9. April.

## Varianten
- Waltrud, Waudru, Waltraut, Waldtraut (im Deutschen)
- Traudl, Traudi, Traute (im Bayerischen), Tauti (im Westfälischen)
- Waudru (französisch), Wal[de]trudis (lateinisch), Thraude (im Englischen)
- Wali, Wal (selten), Walli, Trudy/ Trudi, Waldi, Waldl

## Namensträgerinnen
Waltraud:
- Heilige Waltraud von Mons (Sainte Waudru) († 688), Heilige der katholischen Kirche

- Waltraud Braun (1918–1987), deutsche Dermatologin
- Waltraud Falk (1930–2015), deutsche Wirtschaftshistorikerin, Wirtschaftswissenschaftlerin und Hochschullehrerin
- Waltraud Habicht (* 1935), deutsche Schauspielerin
- Waltraud Häupl (1935–2023), österreichische Kunsterzieherin und Autorin
- Waltraud Klasnic (* 1945), österreichische Politikerin
- Waltraud Langer (* 1961), österreichische Journalistin und Fernsehmoderatorin
- Waltraud Lehn (* 1947), deutsche Politikerin (SPD)
- Waltraud Meier (* 1956), deutsche Opernsängerin
- Waltraud Anna Mitgutsch (* 1948), österreichische Schriftstellerin
- Waltraud Munz (* 1949), deutsche Künstlerin
- Waltraud Neuwirth (* 1941), österreichische Kunsthistorikerin
- Waltraud Nowarra (1940–2007), deutsche Schachspielerin
- Waltraud Rohrer (* 1961), österreichische Politikerin (SPÖ) und Betriebsrätin
- Waltraud Runze (1927–2018), deutsche Schauspielerin und Synchronsprecherin
- Waltraud Schoppe (* 1942), deutsche Politikerin (Bündnis 90/Die Grünen)
- Waltraud Schwab (* 1956), deutsche Journalistin und Schriftstellerin, Trägerin des Theodor-Wolff-Preises
- Waltraud Wende (* 1957), deutsche Germanistin, Kultur- und Medienwissenschaftlerin
- Waltraud Wolff (* 1956), deutsche Politikerin (SPD)

Waltraut:
- Waltraut Bleiber (* 1926), deutsche Historikerin
- Waltraut Cooper (* 1937), österreichische Künstlerin
- Waltraut Haas (1927–2025), österreichische Schauspielerin und Sängerin
- Waltraut Kramm (* 1931), deutsche Schauspielerin
- Waltraut Kruse (1925–2019), deutsche Psychotherapeutin und Kommunalpolitikerin (CDU)
- Waltraut Oehlke (1929–2015), deutsche Gebrauchsgrafikerin
- Waltraut Rubien (1927–2017), deutsche Pädagogin
- Waltraut Seitter (1930–2007), deutsche Astronomin
- Waltraut Skoddow (1942–2014), deutsche Schriftstellerin

Waldtraut:
- Waldtraut von Bohlen und Halbach (1920–2005), Mitglied der Familie Krupp
- Waldtraut Bohm (1890–1969), deutsche Prähistorikerin
- Waldtraut Lewin (1937–2017), deutsche Schriftstellerin, Dramaturgin und Regisseurin
- Waldtraut Schrickel (1920–2009), deutsche Prähistorikerin
- Waldtraut Villaret (1914–2016), deutsch-baltische Schriftstellerin, Übersetzerin und Lektorin

Weitere Varianten:
- Waltraute Macke-Brüggemann (1913–2006), deutsche Künstlerin
- Waltrud Bruhn (1936–1999), niederdeutsche Schriftstellerin und Künstlerin
- Waltrud Viehböck (1937–2014), deutsch-österreichische Pharmazeutin und Bildhauerin
- Waltrude Schleyer (1916–2008), deutsche Krankengymnastin, Ehefrau von Hanns Martin Schleyer

Fiktive Personen:
- Waltraute ist eine Figur in Richard Wagners Opern Die Walküre und Götterdämmerung
- Waltraud ist der Spitzname der Figur des schwulen Walters im Film Der bewegte Mann
- Waltraud ist eine der Bühnenfiguren Waltraud und Mariechen, dargestellt von Martin Rassau

Sonstige:
- Waldtraut vom Mühlwald, mit 67,18 m (2019) als höchster Baum Deutschlands geltende Douglasie in Freiburg-Günterstal